# دوغ لويس (لاعب هوكي جليد)
دوغ لويس هو لاعب هوكي جليد كندي، ولد في 3 مارس 1921، وتوفي في 10 أغسطس 1994.

## وصلات خارجية
- دوغ لويس على موقع دوري الهوكي الوطني (الإنجليزية)
- دوغ لويس على موقع EliteProspects.com (الإنجليزية)
- دوغ لويس على موقع HockeyDB.com (الإنجليزية)
- دوغ لويس على موقع Hockey-Reference.com (الإنجليزية)